# Đồng(II) selenit
Đồng(II) selenit là một muối vô cơ của đồng(II) và ion selenit có công thức CuSeO3. Hợp chất này thường được tìm thấy dưới dạng dihydrat, CuSeO3·2H2O, ở dạng bột màu xanh lam.

## Khai thác
Đồng(II) selenit chủ yếu được khai thác từ mỏ khoáng vật chalcomenit – CuSeO3·2H2O có lẫn tạp chất trong tự nhiên.

## Điều chế
Đồng(II) selenit có thể được điều chế từ đồng(II) acetat và acid selenơ.
Hợp chất này cũng có thể được điều chế bằng phản ứng của dung dịch đồng(II) sulfat và kali selenit ở nhiệt độ cao:
{\displaystyle {\mathsf {CuSO_{4}+K_{2}SeO_{3}+2H_{2}O\ \xrightarrow {125^{o}C} \ CuSeO_{3}\cdot 2H_{2}O\downarrow +K_{2}SO_{4}}}}

## Tính chất
Đồng(II) selenit kết tinh thành các tinh thể màu xanh lam, không tan trong nước.
Nó tạo thành tinh thể dihydrat CuSeO3·2H2O – tinh thể màu xanh lam thuộc hệ tinh thể trực thoi, nhóm không gian P 212121, các hằng số mạng tinh thể a = 0,736 nm, b = 0,910 nm, c = 0,665 nm, Z = 4.

## Ứng dụng
Đồng(II) selenit có thể được sử dụng làm chất xúc tác cho quá trình phân hủy Kjeldahl.